# 1205

## Narození
Česko
- ? – Václav I., český král († 23. září 1253)

Svět
- 26. ledna – Li-cung, císař čínské říše Sung († 16. listopadu 1264)
- ? – Petr Veronský, dominikán a světec († 6. dubna 1252)
- ? – Bruno ze Schauenburku, biskup olomoucký († únor 1281)
- ? – Hadrián V., papež († 18. srpna 1276)
- ? – Jindřich III. Wettinský, německý šlechtic a hrabě z Wettinu († 25. března 1217)
- ? – Markéta Babenberská, první manželka Přemysla Otakara II., česká královna († 29. října 1266)
- ? – Mayor Guillén de Guzmán, významná kastilská šlechtična († 1262)
- ? – Razia ad-Dín, žena, která vládla v Dillí jako mamlúcký sultán († 14. října 1240)
- ? – Archambaud IX. Bourbonský, pán z Bourbonu, hrabě z Nevers, Auxerre a Tonnerre († 22. ledna 1249)

## Úmrtí
- 1. dubna – Amaury II. de Lusignan, král Kypru a král Jeruzaléma (* 1145)
- 15. dubna – Ludvík z Blois, hrabě z Blois, ze Chartres, Châteaudunu a z Clermontu, vnuk francouzského krále Ludvíka VII., účastník křížové výpravy (* 1172)
- 7. května – Ladislav III. Uherský, uherský král z dynastie Arpádovců (* ? 1199)
- 19. června – Roman Mstislavič, vladimirsko-volyňský kníže (* asi 1152)
- 21. června – Enrico Dandolo, benátský dóže, sehrál neslavnou roli ve čtvrté křížové výpravě proti Byzantskému císařství a vyplenění Konstantinopole (* 1107)
- 4. července – Ota II. Braniborský, německý šlechtic a braniborský markrabě (* po 1147)
- ? – Johana I. Burgundská, francouzská šlechtična a burgundská hraběnka (* 1192/1193)
- ? – Sibyla z Acerra, sicilská královna a regentka (* 1153)
- ? – Alexios V., byzantský císař (* ?)
- ? – Jana z Azy, matka svatého Dominika (* cca 1140)
- ? – Peire Vidal, okcitánský trubadúr a zpěvák (* 1175)

## Hlava státu
- České království – Přemysl Otakar I.
- Svatá říše římská – Ota IV. Brunšvický – Filip Švábský
- Papež – Inocenc III.
- Anglické království – Jan Bezzemek
- Francouzské království – Filip II. August
- Polské knížectví – Vladislav III.
- Uherské království – Ladislav III. Uherský – Ondřej II.
- Sicilské království – Fridrich I.
- Kastilské království – Alfonso VIII. Kastilský
- Rakouské vévodství – Leopold VI. Babenberský
- Skotské království – Vilém Lev
- Latinské císařství – Balduin I.
- Nikájské císařství – Theodoros I. Laskaris